# Pergamaster triseriatus
Pergamaster triseriatus är en sjöstjärneart som beskrevs av H.E.S. Clark 1963. Pergamaster triseriatus ingår i släktet Pergamaster och familjen ledsjöstjärnor. Inga underarter finns listade i Catalogue of Life.